# Ezra Nawi
Ezra Nawi (en hebreo, עזרא נאווי; Jerusalén, 1951-9 de enero de 2021) fue un activista y pacifista israelí. 

## Biografía
Fontanero de profesión, desde el año 2000 se dedicó a trabajar para proteger a los palestinos residentes en la zona de Hebrón de los abusos de la policía israelí y de la expropiación de sus tierras.
Además creó grupos de teatro y pequeñas infraestructuras sanitarias en las poblaciones de la zona. Discreto en su momento, Nawi se hizo conocido mundialmente el 6 de mayo de 2009, cuando un columnista de The Guardian denunció que Nawi había sido enviado a prisión por oponerse a la demolición de un barrio palestino por parte de una unidad del ejército israelí. El vídeo de su detención, en el cual se observa la brutalidad de los soldados, ha circulado ampliamente en Internet.
La película Citizen Nawi del director Nissim Mossek muestra un recorrido por la cotidianidad de Nawi antes de su detención.
Ezra Nawi fue condenado en Israel de tener relaciones sexuales con un adolescente de 15 años palestino en 1992. También ha sido condenado por el uso ilegal de armas y por delitos de drogas, que han llevado a que Nawi fuese puesto en la cárcel dos veces, en 1997 y 2006.
En 2009 admitió ser simpatizante de Hamás. 
En enero de 2016 Nawi se emitieron unas imágenes de Nawi contando como entregaba los nombres de árabes dispuestos a vender sus tierras a judíos, a la ANP. Preguntado por lo que podría pasar a esa gente, Nawi admite que la ANP les ejecutará. La ANP aplica la pena de muerte a cualquier árabe que le venda tierra a los judíos.